# Épidémiologie de l'autisme
L'épidémiologie de l'autisme étudie les facteurs influant sur les troubles du spectre de l'autisme (TSA). Une étude publiée en 2012 évalue la prévalence globale des TSA à une médiane de 62 pour 10 000 personnes. Il y a néanmoins un manque de données pour les pays à revenu faible et intermédiaire.
Le nombre de personnes diagnostiquées comme autistes a augmenté de façon très importante depuis les années 1980, en grande partie en raison de changements dans le dépistage et le diagnostic, et sans qu'il soit possible de dire si la prévalence a augmenté. D'après Franck Ramus, aucune épidémie d'autisme n'est attestée, ni ne peut être reliée à des facteurs environnementaux, bien que des facteurs environnementaux encore non-identifiés ne puissent être exclus.
Le ratio hommes/femmes des TSA est de 4,3 pour 1 (en 2007).
L'autisme est associé à plusieurs facteurs prénataux. Les TSA sont par ailleurs liés à plusieurs maladies génétiques, et à l'épilepsie.
Selon une étude publiée en 2001 par le Journal of the American Medical Association, la plupart des personnes autistes ont un handicap mental, hormis une majorité de personnes avec un trouble envahissant du développement non spécifié, et tous ceux ayant un syndrome d'Asperger. Ces données ont depuis été mises à jour, l'INSERM évaluant en 2018 ce taux de handicap mental à une personne sur trois.

## Causes
L'autisme est un trouble neurodéveloppemental. De nombreuses causes ont été évoquées, mais l'étiologie reste incomplète. L'autisme a un caractère héréditaire prononcé, mais l'héritabilité de l'autisme reste un domaine complexe où les gènes mis en cause sont difficiles à identifier. Peu d'éléments sont en faveur de facteurs environnementaux spécifiques.
Dans de rares cas, l'autisme est fortement corrélé à des éléments tératologiques avec des malformations à la naissance. D'autres causes comme l'exposition à des vaccins ont fait l'objet de controverses, peu d'éléments scientifiques penchant en faveur de cette hypothèse.

## Fréquence des troubles
Bien que le taux d'incidence permette une évaluation du taux d'autisme, la plupart des études épidémiologiques considèrent d'autres mesures de fréquence, prévalence à un moment donné ou sur une période, ou incidences cumulées. On se préoccupe surtout de savoir d'une façon générale si la prévalence est en augmentation.

### Incidence et prévalence
L'épidémiologie prend en compte différents critères pour évaluer la fréquence ou l'occurrence d'une pathologie ou d'un handicap ;
- le taux d'incidence : par exemple : 2 nouveaux cas pour 1 000 personnes chaque année ;
- l'incidence cumulative (en) ou incidence cumulée : la part d'une population qui, sur une période donnée, est susceptible d'être sujette à un handicap. Par exemple, sur l'année 2006 1,5 cas pour 1 000;
- la prévalence ponctuelle : on considère un point délimité du temps, par exemple, 10 cas pour 1 000 personnes au début de l'année 2006 ;
- la prévalence d'une période donnée : c'est le nombre de cas au cours d'une période, par exemple 15 cas pour 1 000 en 2006.

Le taux d'incidence est un bon indicateur de risque pour une pathologie, mais dans le cas de l'autisme, cela est plus difficile en raison de son caractère non systématique. Dans l'étude épidémiologique de l'autisme, la prévalence ponctuelle et la prévalence d'une période donnée seront plus utiles puisque le trouble autistique est présent longtemps avant que le diagnostic n'ait lieu, le temps écoulé entre le début du trouble et le diagnostic étant sujet à des facteurs non liés au risque. Les recherches sont centrées surtout sur l'augmentation de ces deux prévalences. L'incidence cumulative est parfois utilisée dans les études du type cohorte.

### Méthodes d'évaluation
Trois méthodes peuvent être utilisées, différentes dans leur coût et la qualité des résultats. La première, simple et économique, consiste à compter le nombre de cas d'autisme connus dans les écoles et les hôpitaux, et à diviser par la population totale. Cette approche risque de sous-estimer la prévalence, car certains enfants n'ont pas encore été diagnostiqués et est susceptible de biaiser l'évaluation car certains enfants bénéficient d'une meilleure prise en charge.
La deuxième complète la première en recherchant systématiquement tous ces cas non-diagnostiqués dans les dossiers d'élèves ou de patients. La troisième, sans doute la plus fiable en termes de résultats, est de choisir un large panel dans une communauté donnée, d'y identifier les cas potentiels et d'examiner ces cas dans le détail avec des procédures diagnostiques standardisées.

### Évaluation de la fréquence
L'évaluation de la fréquence de l'autisme varie beaucoup selon les critères diagnostiques, l'âge des enfants choisis dans le panel, et la situation géographique. Les recherches récentes indiquent une prévalence de 1 à 2 pour 1 000 pour l'autisme, et de 6 pour 1 000 pour les TSA. Le trouble envahissant du développement non spécifié constitue la plus grande part des TSA, le syndrome d'Asperger est d'à peu près 3 pour 1 000. Des formes atypiques telles que trouble désintégratif de l'enfance et le syndrome de Rett sont beaucoup plus rares.
Une étude de 2006 sur 57 000 enfants britanniques de 9 à 10 ans conclut à une prévalence de 3,89 pour 1 000 pour l'autisme, et de 11,61 pour 1000 pour les TSA ; ces résultats plus élevés peuvent être dus à des critères diagnostiques plus larges. Les études qui se fondent sur une investigation plus en détail comme l'observation directe de la personne plutôt que la consultation des registres médicaux, indiquent une plus grande prévalence. Ceci laisse penser que les chiffres publiés pourraient sous-estimer l'exacte prévalence des TSA. Une étude menée en 2009 dans le Cambridgeshire, utilisant des méthodes différentes, estime que 40 % des TSA ne sont pas diagnostiqués, et qu'une prévalence non-biaisée est de 11,3 pour 1 000 pour l'autisme, et de 15,7 pour 1 000 pour les TSA.
Une étude menée en 2009 aux États-Unis se basant sur des données de l'année 2006 donne pour les TSA chez les enfants de 8 ans une prévalence de 9 pour 1 000 (dans une fourchette approximative de 8,6 et 9,3). Un rapport de 2007 rédigé par l'Adult Psychiatric Morbidity Survey du NHS au Royaume-Uni détermine une prévalence des TSA de 1 % de la population, avec une forte prévalence chez les sujets masculins et sans variations significatives entre différents groupes d'âge. Ces résultats suggèrent que la prévalence des troubles du spectre autistique chez les adultes est similaire à celle des enfants et que cela n'entraîne pas d'augmentation du taux dans l'autisme.

### Évolution dans le temps

Le graphique, issu d'une évaluation aux États-Unis sur des sujets âgés de 6 à 17 ans montre une augmentation des diagnostics d'autisme de 0,7 à 5,3 de 1996 à 2007. Le lien entre cette progression des diagnostics et une éventuelle augmentation réelle de la prévalence de l'autisme n'est pas connu, car un meilleur diagnostic pourrait suffire à expliquer cette progression.

Des études s'intéressent à une éventuelle augmentation de la prévalence de l'autisme. Des évaluations précédentes indiquaient un niveau plus bas de l'ordre de 0,5 pour 1 000 dans les années 1960 et 1970, et d'environ 1 pour 1 000 dans les années 1980, comparées à des résultats en 2007 de 1 à 2 pour 1 000.
Le nombre de cas d'autisme augmente de façon très sensible dans les années 1990 et au début des années 2000, incitant à rechercher diverses causes :
- il y a plus d'enfants autistes, la prévalence réelle a donc augmenté ;
- il y a plus de détections de cas d'autisme en raison d'un intérêt et d'une recherche croissants ;
- le diagnostic est établi plus largement en raison des changements de définition des troubles, notamment du DSM-III-R (1987) au DSM-IV ;
- une rédaction du DSM-IV concernant les TSA en 1994 étend le champ du trouble envahissant du développement non spécifié ; une correction est effectuée en 2000 dans le DSM-IV-TR, revenant aux critères diagnostiques plus restrictifs du DSM-III-R ;
- les diagnostics par classes d'âge sont plus précoces, comprenant la détection de troubles dès l'école maternelle.

Cette augmentation est en grande partie liée aux évolutions des diagnostics, des modèles de référence, des services de santé disponibles, de l'âge auquel le diagnostic a été posé et de l'intérêt du public,,.
Une étude pilote conduite en 2002 en Californie conclut que l'augmentation des cas d'autisme n'est pas liée aux critères de diagnostic, cependant une autre étude de 2006 montre que les données issues de l'éducation adaptée mesurent mal la prévalence, car un grand nombre de cas sont non-diagnostiqués et que l'augmentation aux États-Unis entre 1994 et 2003 correspond à une baisse d'autres diagnostics, ce qui indique un basculement des diagnostics d'une catégorie vers une autre.
Une étude de 2007 sur l'incidence de l'autisme constate que l'élargissement des critères, un diagnostic précoce et un dépistage plus efficace peut entraîner une augmentation importante des mesures. Une étude de 2009 calcule que 40 % des personnes diagnostiquées pour un trouble du langage et de la communication seraient actuellement diagnostiquées comme autistes. Une étude danoise sur des enfants nés entre 1994 et 1999 insiste, reliant aussi l'augmentation de la prévalence à un diagnostic plus précoce.

## Géographie

### Afrique
La prévalence de l'autisme sur le continent africain n'est pas connue.

### Amériques

#### Canada
En 2003 pour l'autisme, le taux est de 1 pour 450. Des résultats préliminaires d'une étude épidémiologique conduite à l'Hôpital de Montréal pour enfants lors des années scolaires 2003-2004 indiquent un taux de prévalence de 0,68 %, soit 1 pour 147, En 2011, l'Agence de la Santé publique du Canada a mis sur pied un comité d'experts qui suivra l'évolution des taux de prévalence au pays. Le Comité de surveillance des troubles du développement de l'Agence de la santé publique du Canada a maintenant le mandat de collaborer à la mise en place d'un système de surveillance sur la prévalence du trouble du spectre de l'autisme au pays.
- En 2015, l’estimation de la prévalence du trouble du spectre de l'autisme TSA au Canada, incluant les enfants et les adultes, est de 1 sur 94.
- Chez les enfants âgés de 5 à 17 ans, la prévalence était de 1 enfant sur 66 (15,2 pour 1 000).
- Le nombre d’enfants et d’adolescents présentant un trouble du spectre de l'autisme TSA variait d’une province ou territoire à l’autre, allant de 1 sur 126 au Yukon à 1 sur 57 à Terre-Neuve-et-Labrador.
- La prévalence rapportée est beaucoup plus élevée chez les garçons que chez les filles. En 2015, les diagnostics de Trouble du spectre de l'autisme TSA étaient quatre fois plus élevés chez les garçons que chez les filles, soit 1 garçon sur 42 (23,9 pour 1 000) par rapport à 1 fille sur 165 (6 pour 1 000) (figure 4). Chez les garçons, la prévalence variait de 12,8 pour 1 000 (ou 1 sur 78) au Yukon à 28,8 pour 1 000 (1 sur 35) à Terre-Neuve-et-Labrador. Chez les filles, la prévalence variait de 2,6 pour 1 000 (1 sur 379) au Yukon à 6,5 pour 1 000 (1 sur 153) au Québec.

Malgré les différences entre les méthodes employées par le Canada et les États-Unis, les résultats de ces deux systèmes de surveillance sont assez similaires, avec un taux de prévalence du trouble du spectre de l'autisme TSA chez les enfants âgés de huit ans de 1 sur 63 au Canada (2015) et de 1 sur 68 aux États-Unis (2012).
Au Canada, le nombre des personnes autistes ou avec un TED a été évalué à 69 000 en 2003, soit une personne sur 450. Une étude de l'Hôpital de Montréal pour enfants sur l'année 2003-2004 indique une prévalence de 0,68 pour 1 000 ; une augmentation du taux chez les enfants scolarisés est évoquée dans plusieurs provinces par la Société canadienne d'autisme.

#### États-Unis
Une évaluation récente indique un taux de TSA de 1 enfant sur 68 (14,7/1 000). Le nombre de cas d'autisme diagnostiqués a augmenté de façon spectaculaire dans les années 1990 et au début des années 2000 ; en 2006, le taux d'enfants de 8 ans concernés était de 9 pour 1 000 (8,6-9,3), cette évaluation étant une « prévalence administrative », le nombre de cas connus sur une population et qui n'est pas nécessairement la prévalence réelle. Une étude de 2006 conclut que l'augmentation apparente de la prévalence administrative est due à la substitution de diagnostic, notamment pour le handicap mental ('mental retardation) et les troubles de l'apprentissage. « La plupart des enfants maintenant inclus actuellement dans la catégorie de l'autisme auraient probablement été catégoriés dans le retard mental ou les troubles de l'apprentissage » selon Paul Shattuck du Centre Waisman à l'Université du Wisconsin à Madison. Une étude sur un comté du Minnesota constate une augmentation de 8 fois de l'incidence cumulative entre les périodes 1980-1983 et 1995-1997, après l'introduction de critères diagnostiques à la fois plus larges et plus précis, d'une prise en charge de santé publique accrue et d'une prise de conscience sur le plan public. Le nombre de cas d'autisme sur la même période et dans la même région ayant été multiplié par 22, il est suggéré que les chiffres délivrés par les hôpitaux et les écoles ne reflètent pas l'incidence réelle de l'autisme.
Depuis 2014, l'explosion des diagnostics d'autisme du début des années 2000 semble s'être stabilisée aux États-Unis,.
En 2014-2016, la prévalence américaine est estimée à 1 - 2 %.

#### Venezuela
Une étude en 2008 publie une prévalence de 1,1 pour l'autisme et de 1,7 pour les TSA.

### Asie

#### Hong Kong
Une étude effectuée en 2008 à Hong Kong indique un taux d'incidence comparable à ceux observés en Australie et en Amérique du Nord. La prévalence publiée est de 1,68 cas pour 1 000 enfants de moins de 15 ans.

#### Chine
Une étude préliminaire sur la prévalence du syndrome autistique en Chine, menée de façon concertée[Quand ?], suggère qu'un pour cent de la population chinoise pourrait être concerné.

#### Corée
Une étude en Corée en 2011 estime la prévalence de l'autisme à 1 sur 38 (prévalence 2,64 %, échantillon de 22 337 enfants) dans la population générale.

#### Japon
Une étude menée en 2005 sur une population stable de 300 000 personnes à Yokohama indique pour l'âge de 7 ans 48 cas de TSA pour 10 000 enfants en 1989, et 86 pour 10 000 en 1990. Malgré l'arrêt de la vaccination ROR, le taux d'incidence a augmenté de 97 à 161 cas pour 10 000 pour les enfants nés en 1993 et 1994, ceci indique que le syndrome autistique et la vaccination n'étaient pas liés.

### Moyen-Orient

#### Arabie Saoudite
Les études sur la fréquence de l'autisme sont rares au Moyen-Orient. Une estimation brute mentionne 18 cas d'autisme pour 10 000, il n'y a pas d'estimations disponibles pour les TSA.

#### Israël
Une étude de 2009 rapporte une augmentation du taux d'incidence annuel de zéro en 1982-1984 à 190 pour un million en 2004. On ne sait pas si ces résultats reflètent une augmentation réelle ou des changements dans les mesures diagnostiques.

### Europe

#### Allemagne
Une étude de 2008 évalue que les admissions en hospitalisation pour des TSA ont augmenté de 30 % entre 2000 et 2005, avec un pic entre 2000 et 2001, puis une baisse entre 2001 et 2003. Les taux d'admission ayant augmenté pour tous types de troubles mentaux, celui des TSA est passé de 1,3 à 1,4 %.

#### France
L'autisme est en 2012 grande cause nationale en France. Le ministère de la santé évalue le taux d'autisme à 67 pour 10 000 (1/150). L'Inserm évoque alors 100 000 personnes de moins de 20 ans ayant un TED en France, avec un ratio masculin/féminin de 4 pour 1.
Éric Fombonne effectue des études sur le sujet en 1992 et 1997, il trouve une prévalence de 16 pour 10 000 pour les troubles envahissants du développement,,. Les dernières données relatives au trouble du spectre de l'autisme d'après la recherche médicale (Inserm) et le Secrétariat d'État auprès du Premier ministre chargé des Personnes handicapées sont :
- 1 naissance sur 100 est touchée par les troubles du spectre de l'autisme (TSA).
- En France, 650 000 personnes vivent avec une condition du spectre de l'autisme, selon les prévalences reconnues au niveau international.
- Trois fois plus de garçons reçoivent un diagnostic de troubles du spectre de l'autisme (TSA).
- Environ la moitié des personnes touchées par une condition du spectre de l'autisme présentent aussi une déficience intellectuelle (Q.I. inférieur à 70).

Depuis 2022, le programme national de recherche scientifique Cohorte MARIANNE, se consacre à l'étude des déterminants biologiques, environnementaux et sociaux des troubles du neurodéveloppement (TND) notamment du trouble du spectre de l'autisme (TSA).

#### Norvège
Une étude de 2009 indique des taux de prévalence pour les TSA de 0,21 à 0,87 %, différentes approches méthodologiques expliquant les variations importantes entre les études.

#### Suède
En Suède, la prévalence a été multipliée par 3,5 entre 2001 et 2011.